# Trevor Graham
Trevor Graham, né le 20 août 1963, est un entraîneur d'athlétisme d'origine jamaïcaine. Il a très longtemps exercé cette profession aux États-Unis.
Le 29 mai 2008, il a avoué avoir menti aux enquêteurs américains, concernant les nombreuses affaires de dopage dans lesquelles sont impliqués ses athlètes. Il s'est alors rendu coupable de parjure, délit sévèrement puni aux États-Unis.

## Carrière sportive
En 1988, lors des Jeux olympiques de Séoul, Graham fait partie du relais jamaïcain, médaillé d'argent sur le 4 × 400 m, courant seulement lors de la série et de la demi-finale. Il est diplômé de l'Université de Saint Augustine, en business management.

## Carrière d'entraîneur

### Sprint Capitol USA
Formé en 1993 par Graham and incorporé en 1997, le groupe d'entraînement Sprint Capitol USA
est basé au stade Paul Derr Track sur le campus principal de l’Université de Caroline du Nord, à Raleigh. Cette université a abrité par le passé les exploits du basketteur Michael Jordan, membre de l'équipe de basket qui remporta le championnat NCAA.
De nombreux athlètes intègrent alors ce groupe d'entraînement, parmi lesquels:
- Shawn Crawford, champion olympique du 200 m à Athènes en 2004.
- Justin Gatlin, champion olympique du 100 m à Athènes en 2004 et double champion du monde (100 m et 200 m) à Helsinki un an plus tard.
- Alvin Harrison, membre du relais 4 × 400 m, médaillé d'or en 1996 et 2000. Vice-champion olympique du 400 m en 2000. Son frère Calvin est également suspendu pour dopage.
- C. J. Hunter, médaillé d'or au lancer du poids à Séville en 1999.
- Marion Jones, multiple médaillée mondiale. Ses médailles olympiques, obtenues en 2000 à Sydney lui ont été retirées après ses aveux de dopage.
- Tim Montgomery, médaillé d'argent à Edmonton en 2001 sur 100 m, et détenteur du record du monde du 100 m en 2002, record annulé après les aveux du scandale Balco.
- Antonio Pettigrew, champion du monde du 400 m en 1991 à Tokyo. Il est aussi codétenteur du record du monde du relais 4 × 400 m, record annulé pour dopage.
- Jerome Young, champion du monde du 400 m en 2003 à Paris Saint-Denis. Il est codétenteur du record du monde du relais 4 × 400 m. Ces deux titres lui ont été retirés par la suite pour cause de dopage.
- Marcus Brunson
- Duane Ross
- Randall Evans
- Chandra Sturrup
- Me'Lisa Barber
- LaTasha Jenkins
- LaTasha Colander

## Sources
- (en) Cet article est partiellement ou en totalité issu de l’article de Wikipédia en anglais intitulé « Trevor Graham » (voir la liste des auteurs) dans sa version du 30 mai 2008